# Первые декреты советской власти

Пе́рвые декре́ты сове́тской власти — нормативно-правовые акты, принятые в 1917—1918 годах после Октябрьской революции II Всероссийским съездом советов рабочих и солдатских депутатов, Всероссийским Центральным Исполнительным Комитетом (ВЦИК) и Советом народных комиссаров (СНК). Большинство исторических источников относят к этим декретам документы, выпущенные в ноябре — декабре 1917 года, некоторые источники также относят к их числу некоторые документы, изданные в январе 1918 года.
Американский историк консервативного толка Ричард Пайпс обращает внимание на то, что по своему стилю «первые декреты советской власти» заметно отличались от более поздних декретов, выделяясь своей пропагандистской составляющей. По мнению исследователя, власть большевиков в конце 1917 года ещё была крайне неустойчива; Владимир Ленин всерьёз рассматривал возможность того, что в случае победы контрреволюции первые декреты станут образцом для будущих, более удачливых, поколений революционеров. В первые месяцы 1918 года в штате Народного комиссариата юстиции (Наркомюста) начали появляться профессиональные юристы, и большевистские декреты постепенно стали всё сильнее напоминать по своему стилю традиционные законы.
11 сентября 2019 года председатель Правительства РФ Дмитрий Медведев сообщил о подписании поручения по отмене актов Союза ССР и РСФСР. До конца года под «регуляторную гильотину» попадут около 20 000 нормативов.

## Декреты II Всероссийского съезда Советов рабочих и солдатских депутатов

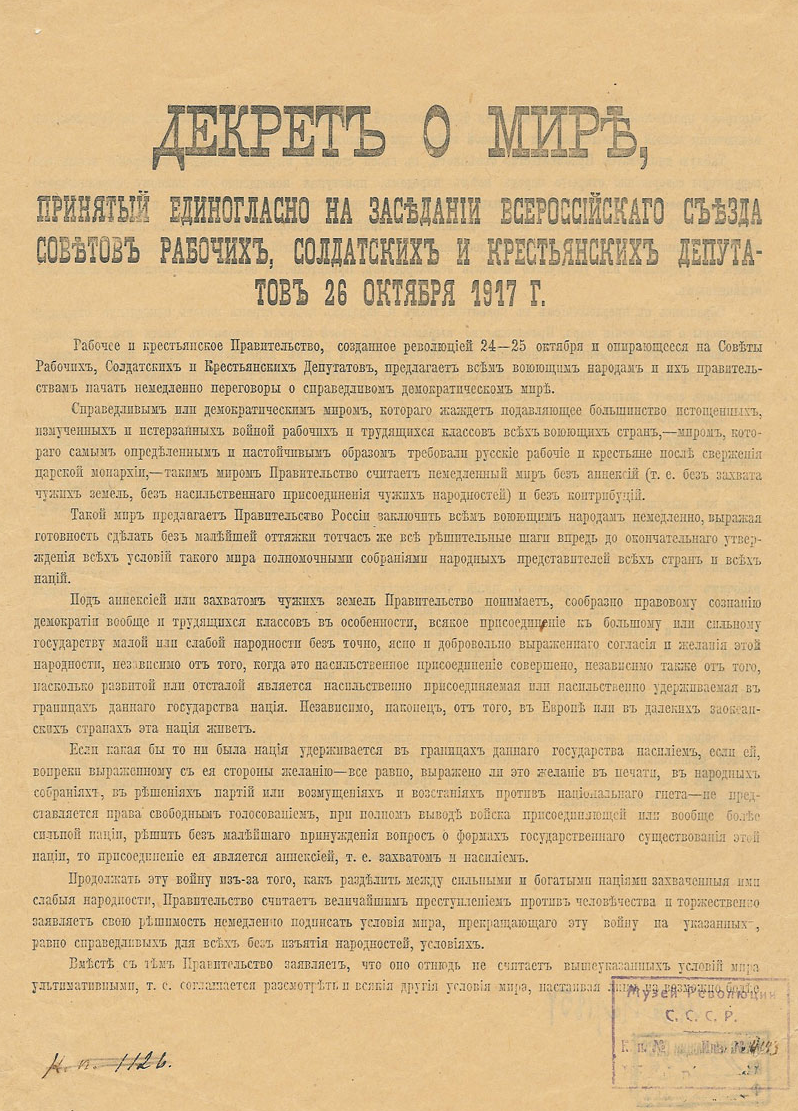

### Декрет «О мире»
Декрет о мире от 26 октября (8 ноября) провозгласил целью новой власти отказ от тайной дипломатии и немедленное заключение «всеми воюющими народами и их правительствами» «справедливого, демократического мира» «без аннексий и контрибуций». Наркому иностранных дел Л. Д. Троцкому удалось изъять и опубликовать секретные договоры царского правительства с союзниками; эти договоры использовались в большевистской пропаганде для изображения войны, как ведущейся в заведомо несправедливых, захватнических целях. Более важная цель декрета — достижение мира, однако, достигнута не была. Из воюющих держав к мирным переговорам присоединилась одна лишь Германия, превратив тем самым мир из всеобщего в сепаратный. Выдвинутые Германией требования оказались крайне тяжёлыми для России, фактически они содержали и аннексии, и контрибуции.

### Декрет «Об армейских революционных комитетах»
Декрет об армейских революционных комитетах от 26 октября (8 ноября) предложил всем армиям создать временные революционные комитеты, на которые возлагается ответственность за сохранение революционного порядка и твёрдости фронта. Главнокомандующие обязаны подчиняться распоряжениям комитетов. Комиссары бывшего Временного Правительства отстраняются; комиссары Всероссийского Съезда выезжают к армиям. О всех шагах немедленно телеграфировать.

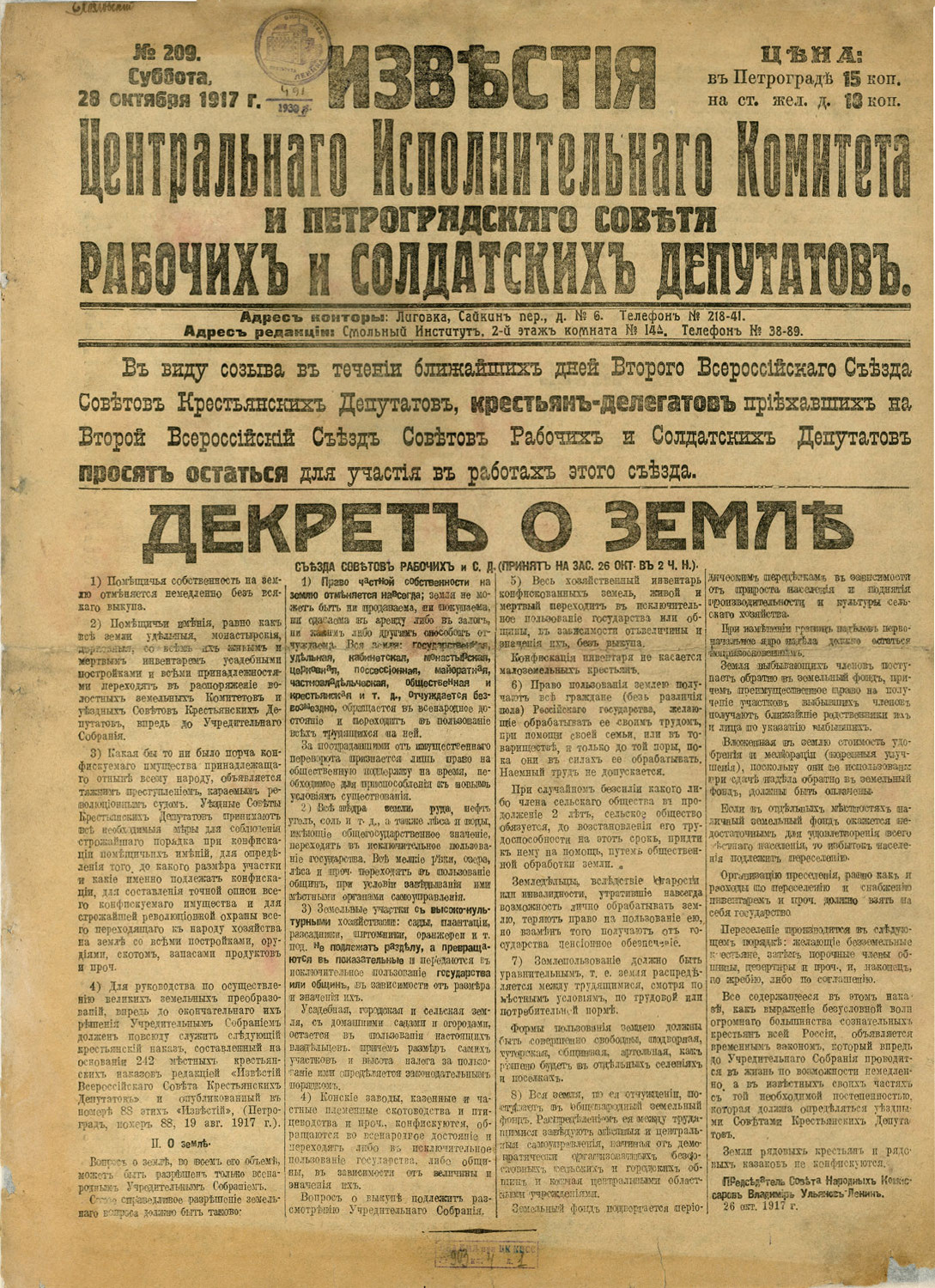

### Декрет «О земле»
Декрет о земле 26 октября (8 ноября) легализовал массовые самозахваты крестьянами помещичьей земли, фактически начавшиеся уже с апреля 1917 года, и принявшие особый размах летом. Он учитывал крестьянские дореволюционные требования и основывался на эсеровской программе решения аграрного вопроса. Провозглашалась отмена частной собственности на землю, национализация всей земли и её недр.

### Другие
- Декрет «Об образовании Рабочего и Крестьянского правительства» 26 октября (8 ноября) образовал первый состав Совнаркома во главе с Лениным[5];
- Постановление «Об отмене смертной казни на фронте» 26 октября (8 ноября);
- Постановление «Об аресте министров Временного правительства» 26 октября (8 ноября);
- Постановление «О борьбе с погромным движением» 26 октября (8 ноября);
- Постановление «Об образовании в армии временных революционных комитетов» 26 октября (8 ноября);
- Декрет «О полноте власти Советов»[6] от 28 октября (10 ноября) объявил о ликвидации системы «двоевластия», отстранении всех комиссаров Временного правительства.

## Декреты Совета Народных Комиссаров
СНК принял:
- В Декрете «О печати» 27 октября (9 ноября) 1917 года значились следующие пункты: 1. Закрытию подлежат лишь органы прессы: 1) призывающие к открытому сопротивлению или неповиновению Рабочему и Крестьянскому правительству; 2) сеющие смуту путём явно клеветнического извращения фактов; 3) призывающие к деяниям явно преступного, то есть уголовно наказуемого характера. 2. Запрещения органов прессы, временные или постоянные, проводятся лишь по постановлению Совета Народных Комиссаров. 3. Настоящее положение имеет временный характер и будет отменено особым указом по наступлении нормальных условий общественной жизни.
- Постановление «О созыве Учредительного собрания в назначенный срок» 27 октября (9 ноября) подтвердило дату выборов в Учредительное собрание 12 (25) ноября. Эта дата была назначена ещё Временным правительством, после долгих проволочек. Неприятным для большевиков фактом было то, что Всероссийская комиссия по делам о выборах в Учредительное собрание (Всевыборы) была также образована ещё Временным правительством, и отказалась признавать Октябрьскую революцию. Большевики захватили контроль над комиссией только 29 ноября, когда выборы были уже проведены;
- Декрет «О введении восьмичасового рабочего дня» от 29 октября (11 ноября) 1917 года (в России действовало Примечание 1 к пункту 1)[7];
- Декларация прав народов России от 2 (15) ноября 1917 года провозгласила:

1. Равенство и суверенность народов России.
2. Право народов России на свободное самоопределение, вплоть до отделения и образования самостоятельного государства.
3. Отмена всех и всяких национальных и национально-религиозных привилегий и ограничений.
4. Свободное развитие национальных меньшинств и этнографических групп, населяющих территорию России.

### Декрет «Об уничтожении сословий и гражданских чинов»
- Декрет «Об уничтожении сословий и гражданских чинов» 11 (24) ноября 1917 года уничтожил (отменил) все сословия, титулы и чины Российской империи, заменив их единым «наименованием» — «гражданин Российской Республики»;
- Декрет «О суде» 22 ноября (5 декабря) 1917 года инициировал слом старой судебной системы. Петроградский ВРК прекратил деятельность Правительствующего Сената уже 25 ноября (7 декабря). Сам Сенат не признал ни Октябрьскую революцию, ни собственный роспуск;
- Декрет «Об аресте вождей гражданской войны против революции» 28 ноября (11 декабря) 1917 года объявил вне закона конституционно-демократическую партию.

### Декрет «Об образовании ВЧК»
Постановление «Об образовании Всероссийской Чрезвычайной Комиссии» (ВЧК) 7 (20) декабря 1917 года предполагало основной задачей ВЧК борьбу с массовым бойкотом (в советской литературе — «контрреволюционным саботажем») новой власти старыми госслужащими.

## Декреты Всероссийского Центрального Исполнительного Комитета
ВЦИК принял следующие декреты и положения:
- Положение «О рабочем контроле» 14 (27) ноября 1917 года, легализовавший систему фабзавкомов;

В интересах планомерного регулирования народного хозяйства во всех промышленных, торговых, банковых, сельскохозяйственных, транспортных, кооперативных, производительных товариществах и пр. предприятиях, имеющих наемных рабочих или же дающих работу на дом, вводится рабочий контроль над производством, куплей, продажей продуктов и сырых материалов, хранением их, а также над финансовой стороной предприятии.

- Декрет «О праве отзыва депутатов» 21 ноября (4 декабря) 1917 года легализовал внеочередные перевыборы любого представительного учреждения по требованию более половины избирателей. В первой половине 1918 года с помощью подобных перевыборов большевики смогли вытеснить умеренных социалистов из целого ряда советов на местах;
- Декрет «О национализации банков» 14 (27) декабря 1917 года упразднил частное управление банками[9].

### За ноябрь — декабрь 1917 года
- Декрет об образовании Высшего Совета Народного Хозяйства (ВСНХ) от 2 (15) декабря 1917 года стал важной вехой на пути строительства режима военного коммунизма. Высший Совет народного хозяйства стал высшим органом централизованного управления экономикой; основным архитектором нового органа долгое время оставался Юрий Ларин, поначалу имевший определённое влияние на Ленина. По мнению Ричарда Пайпса, Ларин образовал главки ВСНХ по образцу германских «Кригсгезельшафтен» (центры регуляции индустрии в военное время);
- Декреты «О выборном начале и организации власти в армии» и «Об уравнении в правах всех военнослужащих» 16 (29) декабря 1917 года завершили процесс демократизации бывшей царской армии (см. Демократизация армии в России (1917)). В соответствии с этими декретами, в армии была введена выборность командиров всех уровней, и полностью отменены все воинские звания (оставались только солдаты и командиры);
- Декрет о расторжении брака от 16 (29) декабря 1917 г. провозгласил, что брак расторгается вследствие просьбы о том обоих супругов или, хотя бы, одного из них, без обоснования причин[10];
- Декрет о гражданском браке, о детях и введении книг-актов состояния 18(31) декабря 1917 года провозгласил, что «Российская Республика впредь признаёт лишь гражданские браки…Церковный брак, наряду с обязательным гражданским, является частным делом брачующихся»[11] (см. также Гражданский брак).

### За январь 1918 года
- Декрет Народного комиссариата просвещения (Наркомпроса) «О введении нового правописания» от 23 декабря 1917 года (5 января 1918 года) предписал «всем правительственным и государственным изданиям» печататься по новому правописанию с 1 января 1918 года (по старому стилю) (см. Реформа русской орфографии 1918 года);
- Декрет СНК «Об организации РККА» от 15 (28) января 1918 года инициировал создание Красной Армии на добровольных началах;
- Декрет ВЦИК «Об аннулировании государственных займов» от 21 января (3 февраля) 1918 года объявил займы, «заключённые правительствами российских помещиков и российской буржуазии» аннулированными;
- Декрет СНК «О введении западноевропейского календаря» от 24 января (6 февраля) 1918 года отменил юлианский календарь: «Первый день после 31 января сего года считать не 1 февраля, а 14 февраля, второй день — считать 15 и т. д.» После издания этого декрета он был обсуждён Поместным Собором РПЦ; после некоторых дискуссий Церковь отказалась переходить на новый стиль (см. православный календарь).

### Другие
В течение 1918 года Совнарком РСФСР издал ряд декретов, лишавших граждан России права собственности на средства производства.

### Декрет «Об отмене частной собственности на недвижимость в городах»
Декрет ВЦИК 23 ноября (6 декабря) 1917 г. «Проект декрета об отмене права частной собственности на городские недвижимости».

### Декрет «О национализации крупнейших предприятий» принадлежащих капиталистам, в том числе западным
Декрет «О национализации предприятий ряда отраслей промышленности, предприятий в области железнодорожного транспорта, по местному благоустройству и паровых мельниц» был принят 28 июня 1918 года и упразднял частный контроль над наиболее крупными предприятиями страны и передавал их в ведение отделов ВСНХ под руководством его Президиума.